# Il mio lato peggiore
| Recensione       | Giudizio |
| ---------------- | -------- |
| Newsic           | 7/10     |
| Rockol           | 7/10     |
| SentireAscoltare |          |

Il mio lato peggiore è il sesto album in studio del rapper italiano Luchè, pubblicato il 16 maggio 2025 dall'etichetta Warner Music Italy.

## Descrizione
Il progetto discografico si compone di diciotto tracce, scritte e composte dallo stesso rapper con la  collaborazione di Guè, Sfera Ebbasta, Geolier, Tony Effe, Shiva oltre che Giorgia e Marracash.

## Tracce
1. Il mio lato peggiore (con Lele Adani) – 3:59 (Daniele Adani, Leonardo Siddu, Lorenzo Biscione, Luca Imprudente, Nicholas Alfieri, Enrico Esposito)
2. Miami Vice (feat. Sfera Ebbasta e Simba La Rue) – 4:05 (Gionata Boschetti, Lorenzo Biscione, Luca Imprudente, Mohamed Lamine Saida, Guido Parisi, Enrico Esposito)
3. Ginevra (feat. Geolier) – 3:48 (Luca Imprudente, Guido Parisi, Emanuele Palumbo)
4. Un milione di mani (feat. Rose Villain) – 3:24 (Federica Abbate, Guido Parisi, Luca Imprudente, Rosa Luini, Rosario Castagnola, Stefano Tognini)
5. La mia vittoria (feat. Giorgia e Marracash) – 4:16 (Salvatore Allozzi, Guido Parisi, Luca Imprudente, Giorgia Todrani, Fabio Bartolo Rizzo)
6. Ilary (feat. Guè e Nerissima Serpe) – 3:01 (Luca Pace, Cosimo Fini, Luca Imprudente, Matteo Di Falco)
7. Nessuna – 3:43 (Luca Imprudente, Davide Petrella, Stefano Tognini)
8. Autostima – 2:50 (Luca Pace, Luca Imprudente, Rosario Castagnola)
9. Incredibile (feat. Kaash Paige) – 3:40 (Luca Imprudente, Lorenzo Biscione, Dmitry Volynkin, D'Kyla Woolen, Enrico Esposito)
10. Red Flag (feat. CoCo) – 2:09 (Luca Imprudente, Lorenzo Biscione, Guido Parisi, Corrado Migliaro, Enrico Esposito)
11. Morire vuoto – 3:11 (Luca Imprudente, Guido Parisi)
12. Lettera alla pistola alla mia tempia (Skit) – 2:57 (Luca Imprudente, Rosario Castagnola)
13. Se non ci fosse la rabbia – 3:59 (Luca Imprudente, Rosario Castagnola)
14. Buona fortuna – 3:33 (Luca Imprudente, Guido Parisi)
15. Punto G (feat. Tony Effe) – 2:27 (Luca Imprudente, Lorenzo Biscione, Enrico Esposito, Nicolò Rapisarda)
16. Anno fantastico (feat. Shiva e Tony Boy) – 3:05 (Luca Imprudente, Fabio Caterino, Andrea Arrigoni, Antonio Hueber)
17. XXX (feat. Callister) – 2:40 (Luca Imprudente, Nicolas Di Benedetto, Giorno Giovanna)
18. Veng a int all'infern (feat. Ntò) – 2:02 (Luca Imprudente, Antonio Riccardi)

## Classifiche
| Classifica (2025) | Posizione massima |
| ----------------- | ----------------- |
| Italia            | 3                 |
| Svizzera          | 53                |